# Vasilij Pavlovič Mišin
Vasilij Pavlovič Mišin (in russo Василий Павлович Мишин?; Byvalino, 5 gennaio 1917 – Mosca, 10 ottobre 2001) è stato un matematico, ingegnere e ricercatore sovietico, noto per essere stato uno dei pionieri della missilistica nel dopo seconda guerra mondiale.

## Biografia
Mishin nacque a Byvalino, nel governatorato di Mosca nell'ultimo anno dell'Impero russo e studiò matematica all'Istituto aeronautico di Mosca (ora Istituto aerospaziale di Mosca).

## Attività
Alla fine della seconda guerra mondiale Mišin fu uno dei primi a partecipare alla costruzione del primo razzo sovietico R-1. Essendo stato uno dei pochi ad aver visionato le fabbriche nelle quali i tedeschi assemblavano i V2, egli disponeva di considerevoli conoscenze ed era al corrente di informazioni riservate, alle quali all'epoca solo una manciata di persone aveva accesso. Vasilij Pavlovič Mišin partecipò sia alla progettazione del primo razzo intercontinentale sovietico il Semërka R-7 che al progetto dello Sputnik. Negli anni sessanta lavorò insieme a Sergej Korolëv alla progettazione del razzo lunare N1, del quale divenne capo nel 1966 dopo la morte di quest'ultimo. Fu quindi anche al vertice dell'OKB-1. 
Ciò nonostante egli non riuscì mai a portare a termine il programma del suo predecessore Sergej Korolëv ed il programma lunare sovietico venne cancellato prima di aver effettuato un lancio del vettore N1 con successo. A causa dell'insuccesso Mišin perse molti appoggi politici. Nel 1974 infine Mišin che si trovava al vertice del ZKBEM 1974 fu sostituito su richiesta del Politburo da Valentin Petrovič Gluško. Dopo la sua rimozione dal programma spaziale, Mišin entrò come insegnante all'Istituto aerospaziale di Mosca.
Come avvenne per molti scienziati russi coinvolti nel programma spaziale sovietico, e come avvenne d'altronde anche per il suo predecessore Sergej Korolëv, la sua identità rimase per molti anni quasi segreta facendo trapelare pochissime notizie al pubblico e pressoché nulla in Occidente. Solo con la fine degli anni ottanta, quando il progetto del razzo N1 non era più coperto dal segreto di stato si apprese della sua partecipazione al progetto.

## Onorificenze e premi

### Federazione russa
- Ringraziamento del Presidente della Federazione Russa "per il grande contributo allo sviluppo della scienza nazionale, per i molti anni di lavoro coscienzioso e in occasione del 275º anniversario dell'Accademia russa delle scienze" - 4 giugno 1999[2]